# John McTiernan
John Campbell McTiernan Jr. (Albany, 8 gennaio 1951) è un regista e produttore cinematografico statunitense.

## Biografia
Studente della Juilliard School, ottiene una borsa di studio dall'American Film Institute, dove studia per diventare regista. Esordisce nel 1986 con Nomads, horror che vanta tra i suoi interpreti il futuro James Bond, Pierce Brosnan. Il film è sviluppato tramite una serie di flashback che precorrono lo stile altamente "visivo" che caratterizzerà il regista nei suoi futuri lungometraggi, e lo porta all'attenzione del cinema internazionale. Ma è col successivo Predator, prima pellicola per una grande casa di produzione, che McTiernan si impone al grande pubblico. Un Arnold Schwarzenegger in gran forma guida un gruppo di mercenari attraverso una giungla controllata da un feroce alieno che McTiernan mostra solo un po' alla volta, allo stesso modo di Spielberg con Lo squalo o Ridley Scott con Alien, fino all'inevitabile scontro finale con l'ultimo superstite della squadra militare.
L'anno seguente sbanca i botteghini con Trappola di cristallo (Die Hard), capostipite di una fortunata trilogia (poi pentalogia) che lancia definitivamente la carriera di Bruce Willis, che interpreta la parte del poliziotto John McClane. Il film vanta molte scene d'azione spettacolari e una gran dose di senso dell'umorismo da parte del suo protagonista, intrappolato ai piani alti di un grattacielo con un manipolo di spietati rapinatori. Nel 1990 dirige un'altra pellicola destinata a diventare la prima di una fortunata serie di thriller d'azione con protagonista il testardo Agente della CIA Jack Ryan: Caccia a Ottobre Rosso, che vede Sean Connery nei panni di un Comandante di un sottomarino nucleare, disertore braccato da tutta la Marina sovietica e Alec Baldwin nel ruolo di Ryan.
I successivi due film sono dei flop per il regista newyorkese, pur essendo in parte intriganti e originali ma di meno spessore: Mato grosso, ambientato nella foresta amazzonica ed interpretato ancora da Sean Connery, e Last Action Hero - L'ultimo grande eroe, con il carismatico Arnold Schwarzenegger che gioca sul suo ruolo di duro invincibile con una infinita serie di ammiccamenti e comparsate per gli amanti del cinema, quali la Sharon Stone di Basic Instinct o Robert Patrick nei panni del robot liquido suo antagonista in Terminator 2 - Il giorno del giudizio. Il regista ritorna allora alle origini, firmando il terzo movimentato capitolo della saga di John McClane, Die Hard - Duri a morire, ancora interpretato da Bruce Willis, a cui si affianca Samuel L. Jackson, per formare una coppia del tipo "bianco e nero" sulla scia di film come Arma letale e Pulp Fiction. I due sono impegnati a fronteggiare un terrorista col pallino degli indovinelli (Jeremy Irons) in una New York che si sostituisce agli spazi angusti del grattacielo del primo episodio.

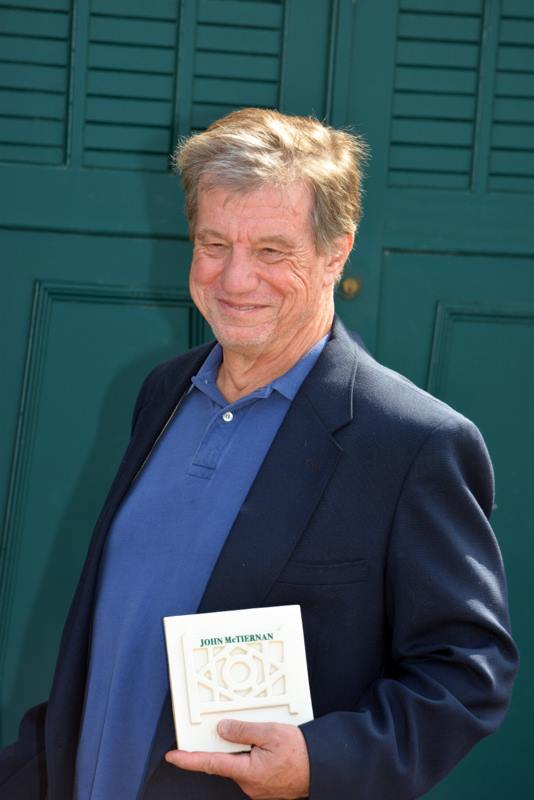
John McTiernan nel 2014.

Dirige poi Il 13º guerriero, interpretato da Antonio Banderas e basato sul libro Mangiatori di morte di Michael Crichton, col quale pare siano sorti aspri contrasti sulla regia troppo hollywoodiana che avrebbe tolto alla storia quegli elementi barbari che caratterizzavano invece il libro. Lo stesso anno esce anche Gioco a due, remake de Il caso Thomas Crown con Steve McQueen e Faye Dunaway, rimpiazzati da Pierce Brosnan e Rene Russo; storia del miliardario Thomas Crown che per amore della sfida compie spettacolari furti di quadri d'autore. Le ultime fatiche del regista sono Rollerball (2002), remake dell'omonimo film del 1975 diretto da Norman Jewison interpretato da James Caan, sostituito qui da Chris Klein, e il thriller Basic (2003), giallo di ambientazione paramilitare con John Travolta, Samuel L. Jackson e Connie Nielsen. 
Nel settembre del 2007 viene condannato a 4 mesi di carcere per aver mentito all'FBI; si è scoperto infatti che il regista pagava un detective per spiare alcuni telefoni di Hollywood. Nel 2013 viene condotto nel carcere di Yankton, in Dakota del Sud, venendo scarcerato 328 giorni dopo, il 26 febbraio 2014. Dopo l'uscita dal carcere, McTiernan viene ingaggiato per dirigere Red Squad, film incentrato su un ex agente della DEA interpretato da Nicolas Cage, ma il progetto è naufragato nei primi mesi del 2015.

## Filmografia

### Regista
- Nomads (1986)
- Predator (1987)
- Trappola di cristallo (Die Hard, 1988)
- Caccia a Ottobre Rosso (The Hunt for Red October, 1990)
- Mato Grosso (Medicine Man, 1992)
- Last Action Hero - L'ultimo grande eroe (Last Action Hero, 1993)
- Die Hard - Duri a morire (Die Hard: With a Vengeance, 1995)
- Il 13º guerriero (The 13th Warrior, 1999)
- Gioco a due (The Thomas Crown Affair, 1999)
- Rollerball (2002)
- Basic (2003)

### Produttore
- Robin Hood - La leggenda (Robin Hood), regia di John Irvin - film TV (1991)
- Last Action Hero - L'ultimo grande eroe (Last Action Hero), regia di John McTiernan (1993)
- Die Hard - Duri a morire (Die Hard: With a Vengeance), regia di John McTiernan (1995)
- Il diritto di non parlare (The Right to Remain Silent), regia di Hubert C. de la Bouillerie – film TV (1996)
- Amanda, regia di Bobby Roth (1996)
- I racconti di Quicksilver, regia di Mick Garris - film TV (1997)
- Il 13º guerriero (The 13th Warrior), regia di John McTiernan (1999)
- Rollerball, regia di John McTiernan (2002)

### Sceneggiatore
- Nomads, regia di John McTiernan (1986)